# Edem Atovor
Edem Atovor (* 10. April 1994 in Accra, Ghana) ist eine ghanaische Fußballspielerin.

## Karriere

### Verein
Atovor startete ihre Karriere 2005 bei den Ghatel Ladies in Cape Coast, dort rückte sie 2007 in die Seniorenmannschaft auf. Nach drei Jahren für die Ghatel Ladies, in Ghanas höchster Spielklasse, wechselte sie zu den Cape Coast Vodafone Ladies. Nach einer Saison in der Zone Three Women's League für die Vodafone Ladies wechselte sie 2011 zum Stadtrivalen Lady Strikers. Dort kam sie nicht zurecht und wechselte daher mit Beginn der Saison 2012 auf Leihbasis von den Lady Strikers zu ihrem ehemaligen Jugendverein Cape Coast Ghatel Ladies. In dieser Saison feierte sie ihre persönlich erfolgreichste Saison und wurde mit Ablauf der Saison als eine der drei besten Most Valuable Players der Saison für den Shield National Player Award nominiert. Bei den anschließenden Awards in der State Banquet Hall in Accra, wurde sie als Most Dedicated Female Player mit einem Shield NP Award ausgezeichnet. Anschließend kehrte sie zu den Lady Strikers zurück.

### Nationalmannschaft
Atovor nahm für die U-17-Fußball-Weltmeisterschaft der Frauen 2008 und die Black Princess an der U-20-Fußball-Weltmeisterschaft der Frauen 2010 teil. Seit November 2011 ist sie A-Nationalmannschaft von Ghana.

## Erfolge
Individuelle Ehrungen:
Shield National Player Award (1)
- 2012

mit dem Verein:
Zone 3' Women's League (1)
- 2010[12]